# Pierre Bordes
Pierre Bordes, né Pierre Louis Bordes à Oloron-Sainte-Marie (Basses-Pyrénées) le 28 décembre 1870 et mort à Perpignan (Pyrénées-Orientales) le 22 juillet 1943, est un homme politique et haut fonctionnaire français. Il fut gouverneur de l'Algérie de 1927 à 1930.

## Biographie

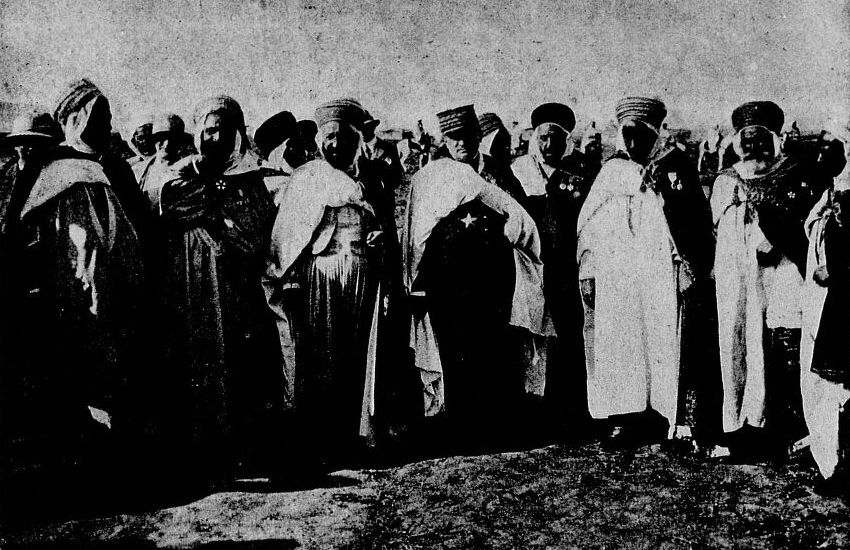
Pierre Bordes entouré des chefs indigènes (Algérie, 1928)

Issu d'une famille de la petite bourgeoisie béarnaise, Pierre Bordes effectue des études de droit. Protégé de Louis Barthou, il entame sa carrière en 1897 en étant nommé par ce dernier sous-préfet de Muret, tout en étant alors le plus jeune sous-préfet de France. Il est nommé le 19 juillet 1898 sous-préfet de Céret (Pyrénées-Orientales). Il donne sa démission en 1906 et tente, sans succès, de se présenter dans l'arrondissement de Céret aux élections législatives de cette même année, battu par Paul Pujade. Il réintègre le corps préfectoral et se rapproche du Parti radical, puis devient en 1912 directeur des Chemins de fer de l'État en Algérie puis directeur de la Sécurité générale sous le mandat de Charles Lutaud, gouverneur de l'Algérie de 1911 à 1918. Préfet de la Sarthe de mars 1914 à juin 1917, il revient en Algérie comme préfet de Constantine puis est affecté comme trésorier payeur-général en Meurthe-et-Moselle en janvier 1920. Nommé préfet d'Alger en août 1926, il devient gouverneur général d'Algérie en 1927. Il s'active alors notamment à préparer les fêtes du Centenaire de l'Algérie française qui ont lieu en 1930. Ainsi dans ce cadre, en juin 1930, Pierre Bordes inaugure la Maison du Colon à Oran devenue à partir de 1990 le Palais de la Culture d'Oran.
Malgré le succès des commémorations, il est remplacé en octobre 1930 par Jules Carde au poste de gouverneur.
Ayant épousé en 1901 la fille de l'ancien maire d'Arles-sur-Tech Joseph Pallarès, il revient dans les Pyrénées-Orientales et semble alors avoir aidé de nombreux Arlésiens à entrer dans l'administration coloniale ou dans diverses autres fonctions publiques. Il se présente sans succès à diverses élections. Il est enterré à Arles-sur-Tech.

## Fonctions
- 1897-1898 : Sous-préfet de Muret
- 1898-1905 : Sous préfet de Céret
- 1909-1911 : Sous-préfet de Dax
- 1911 : Chef de cabinet du ministre du Commerce
- 1911 : Chef de cabinet du ministre des Postes et des Travaux publics
- 1914-1917 : Préfet de la Sarthe
- 1917-1919 : Préfet de Constantine
- 1919-1920 : Secrétaire général du gouvernement général
- 1926-1927 : Préfet d'Alger
- 1927-1930 : Gouverneur général d'Algérie

## Mandats
- 1912-1913 : Conseiller général du Canton de Céret

## Publications
- Le département de la Sarthe et la guerre, août 1914-août 1915 : rapport spécial présenté au Conseil général par Pierre Bordes, préfet du département de la Sarthe, Le Mans, Conseil général de la Sarthe, 1915, 48 p. (BNF 31845113)
- Dans le Rif : (Carnet de route d'un marsouin), Lyon, Impr. des missions africaines, 1927, 87 p. (BNF 31845111)

## Hommages
Le fort Pierre Bordes est nommé en son honneur. Une salle de spectacle d'Alger est également nommée en sa mémoire, à l'époque de l'Algérie française, ainsi qu'un square de Maison-Carrée, rebaptisé en 1934 square Albert Ier.